# (12817) Federica
(12817) Federica est un astéroïde de la ceinture principale.

## Description
(12817) Federica est un astéroïde de la ceinture principale. Il fut découvert le 22 mars 1996 à La Silla par Eric Walter Elst. Il présente une orbite caractérisée par un demi-grand axe de 3,06 UA, une excentricité de 0,02 et une inclinaison de 3,8° par rapport à l'écliptique.

## Compléments